# Walentyna Visconti Cypryjska
Walentyna Visconti Cypryjska (ur. w 1357 w Mediolanie, zm. w 1393 w Nikozii na Cyprze) - szlachcianka włoska, córka Bernabò Viscontiego, współrządcy Mediolanu i Beatrice Reginy della Scala, żona Piotra II, króla Cypru.

Herb rodziny Viscontich

Była piątym z piętnaściorga dzieci Bernabò Viscontiego i Beatrice. Otrzymała imię Walentyna na cześć babki ze strony ojca, Walentyny Doria. Jej ojciec, pragnąc nie tylko zostać jedynym władcą Mediolanu, ale chcąc również zapewnić sobie sojusze i nawiązać przyjazne relacje z władcami państw włoskich a także europejskich, postanowił, że jej małżeństwo będzie jednym z elementów jego planu.
22 stycznia 1363 z okazji pobytu w Mediolanie króla Cypru Piotra I, który przybył, aby namawiać do krucjaty przeciwko Turkom, Bernabò Visconti obiecał dać Walentynę za żonę synowi króla, Piotrowi. W 1373 wyruszyła ona na Cypr, aby poślubić Piotra, ale data ślubu musiała zostać przesunięta z powodu walki, jaka wybuchła między Cyprem a Genueńczykami. Walentyna wróciła do Mediolanu.
We wrześniu 1377 ślub został zawarty per procura i Walentyna opuściła Mediolan rok później, udając się na Cypr. Z małżeństwa z Piotrem urodziła się córka Nicosia (1379/1380–1382).
13 października 1382 Piotr II zmarł. Walentyna pozostała na Cyprze, starając się o przyznanie władzy królewskiej dla córki, ale parlament cypryjski wybrał na króla stryja Piotra II, Jakuba I. Tego samego roku zmarła córka Walentyny, Nicosia.